# Diaspidiotus botanicus
Diaspidiotus botanicus är en insektsart som först beskrevs av Gómez-menor Ortega 1927.  Diaspidiotus botanicus ingår i släktet Diaspidiotus och familjen pansarsköldlöss.
Artens utbredningsområde är Spanien. Inga underarter finns listade i Catalogue of Life.